# Drepanella
Drepanella is een monotypisch geslacht van uitgestorven ostracoden, dat leefde van het Midden-Ordovicium tot het Vroeg-Siluur. 

## Beschrijving
Deze 2,5 millimeter lange ostracode kenmerkt zich door zijn schaal met een rechte slotrand. Aan de buitenrand bevond zich een lange kam en meerdere afzonderlijke knobbels.

## Soorten
- Drepanella bigeneris Ulrich, 1894 †
- Drepanella bisonteformis Lethiers, 1978 †
- Drepanella crassinoda (Ulrich, 1890) Ulrich, 1894 †
- Drepanella halli Teichert, 1937 †
- Drepanella macra (Ulrich, 1890) Ulrich, 1894 †
- Drepanella progressa Kirk, 1928 †
- Drepanella summitensis Swain, 1991 †
- Drepanella symmetrica (Emerson, 1879) Bassler, 1915 †
- Drepanella tumida (Ulrich, 1890) Bassler & Kellett, 1934 †